# Меланезийский социализм
Меланези́йский социали́зм (фр. Socialisme mélanésien) — «региональная» разновидность социалистического учения, впервые предложенная англиканским священником отцом Уолтером Лини, ставшим после предоставления в 1980 году независимости англо-французскому кондоминиуму Новые Гебриды первым премьер-министром Республики Вануату. Помимо Вануату, идеи меланезийского социализма получили распространение в политической жизни Фиджи, Папуа — Новой Гвинеи, Соломоновых Островов и французского владения Новая Каледония.
Основные положения меланезийского социализма сформировались по образцу других модификаций социализма, возникших в ходе деколонизации в XX веке, — арабского, азиатского и африканского социализма, в особенности теории «социализма уджамаа», сформулированной и вводимой президентом Танзании Джулиусом Ньерере. Все они, как и меланезийский социализм, пытались соединить европейские социалистические учения (включая утопический социализм образца XIX века, марксизм, народничество и христианский социализм) с особенностями национального исторического развития и местными культурно-религиозными традициями.
Уолтер Лини считал, что меланезийским обществам изначально были присущи социалистические принципы, которые нашли своё отражение в местных обычаях, подчёркивающих коллективистские представления солидарности и взаимопомощи, а также в совместном владении и обработке земли. Известны слова Лини о том, что в меланезийских обществах «отдача основывалась на возможности человека делиться, а получение — на его нуждах». Здесь ощущается влияние Джулиуса Ньерере, также говорившего о тесной связи между социалистическими представлениями и традиционным африканским способом жизни в сельских общинах уджамаа. Отец Лини, будучи англиканским священником, также верил в тождественность идеалов социализма и христианства, считая их объединение залогом осуществления специфического «меланезийского пути» к социализму.
В 1980-е годы Вануату, управлявшееся в соответствии с идеями меланезийского социализма, поддерживало социалистически ориентированные страны Третьего мира, а также революционные режимы Кубы и Ливии. Вместе с тем, Лини не считал близость с Советским Союзом и другими странами восточного блока залогом социалистического развития, предпочитая неприсоединение к военно-политическим блокам и сотрудничество с другими островными государствами Меланезии и Океании (в первую очередь, с Папуа — Новой Гвинеей и Соломоновыми Островами). В 1982 он даже высказывался за формирование Меланезийского федеративного союза, в рамках которого можно было бы осуществить «возрождение меланезийских ценностей».
Идеи меланезийского социализма остаются идеологией основанной Лини партии Вануаку и используются некоторыми национально-освободительными движениями в регионе. На Новой Каледонии существует Канакский социалистический фронт народного освобождения (FLNKS), объединение левых партий, отстаивающих суверенитет острова и ведение социалистической политики.